# Cesson
Cesson település Franciaországban, Seine-et-Marne megyében. Lakosainak száma 11 141 fő (2022. január 1.). Cesson Boissise-la-Bertrand, Réau, Savigny-le-Temple, Seine-Port és Vert-Saint-Denis községekkel határos.

## Népesség
A település népességének változása:
| Lakosok száma | 9568 | 10 033 | 10 441 | 10 418 | 10 625 | 10 833 | 10 937 | 11 140 | 11 141 |
|               | 2013 | 2015   | 2016   | 2017   | 2018   | 2019   | 2020   | 2021   | 2022   |